# 1976年モントリオールオリンピックのパキスタン選手団
1976年モントリオールオリンピックのパキスタン選手団（1976ねんモントリオールオリンピックのパキスタンせんしゅだん）は、1976年にモントリオールで開催されたオリンピックのパキスタン選手団。

## メダル
男子ホッケーで銅メダルを獲得した。